# Sangone
Le Sangone (Sangon en piémontais) est un torrent du Piémont long d’environ 46 km, affluent de droite du Pô. Baigne le val Sangone, qui se trouve entre le val de Suse (au nord, où s’écoule la Doire Ripaire) et le val Cluson (au sud, où s’écoule le torrent Cluson).

## Parcours

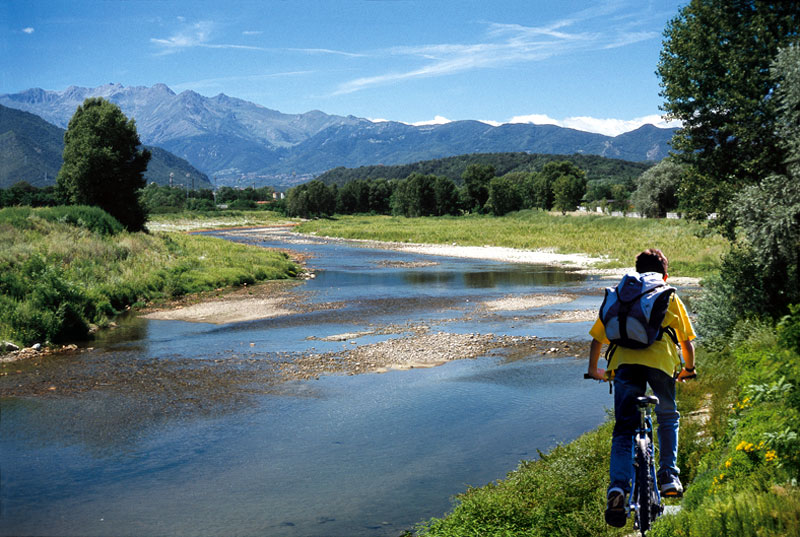
Le torrent Sangone.

Le Sangone  naît dans la zone la plus occidentale des Alpes cottiennes : la source est à Fontana Mura, sur le col Roussa (2017 m) ; après avoir marqué les confins entre les communes de Coazze et de Giaveno, il passe près de Trana puis sort dans la plaine turinoise. Son parcours est d’environ 21 km en territoire montagneux et le reste en plaine. Après les centres de Orbassano, Beinasco et Nichelino il conflue dans le Pô à proximité des confins entre Turin et Moncalieri à une altitude de 220 m.
Le tronçon entre Giaveno et Trana est riche d’espèces piscicoles rares comme  l’ombre et de crustacés comme l’écrevisse.
Depuis Sangano, à cause des prélèvements fréquents de l’aqueduc de Turin, le cours du torrent se réduit à un ruisseau presque à sec une grande partie de l’année.

## Affluents principaux
- À gauche :
  - Rio Ricciavrè : recueille les eaux de la vallée du même nom qui culmine à 2 619 m du mont Pian Real, et rejoint le Sangone près de Forno di Coazze (950 m) ;
  - Torrent Sangonetto : naît de plusieurs sources de montagne de la commune de Coazze et conflue dans le Sangone (699 m) près de Sangonetto ;
  - Rio Ollasio : recueille les eaux montagneuses au nord de Coazze ; traverse le centre historique de Giaveno, où il reçoit à gauche les eaux du Rio Tortorello, et va confluer avec le Sangone dans la commune de Trana (400 m).
- À droite :
  - Rio Tronera : naît sur les pentes orientales de la punta dell'Aquila et se jette dans le Sanogone à Pontepietra (580 m) ;
  - Rio Romarolo : de la source près du mont Cristetto (1 611 m) descend vers le nord-est pour confluer dans le Sangone près de Mollar dei Franchi (Giaveno) à 490 m[1].

Outre ces affluents, le Sangone reçoit, sur son parcours en montagne, de nombreux cours d’eau mineurs comme les rios Costabruna, Arpone, Casasse, Tovalera, Malesella et Balma.

## Communes traversées

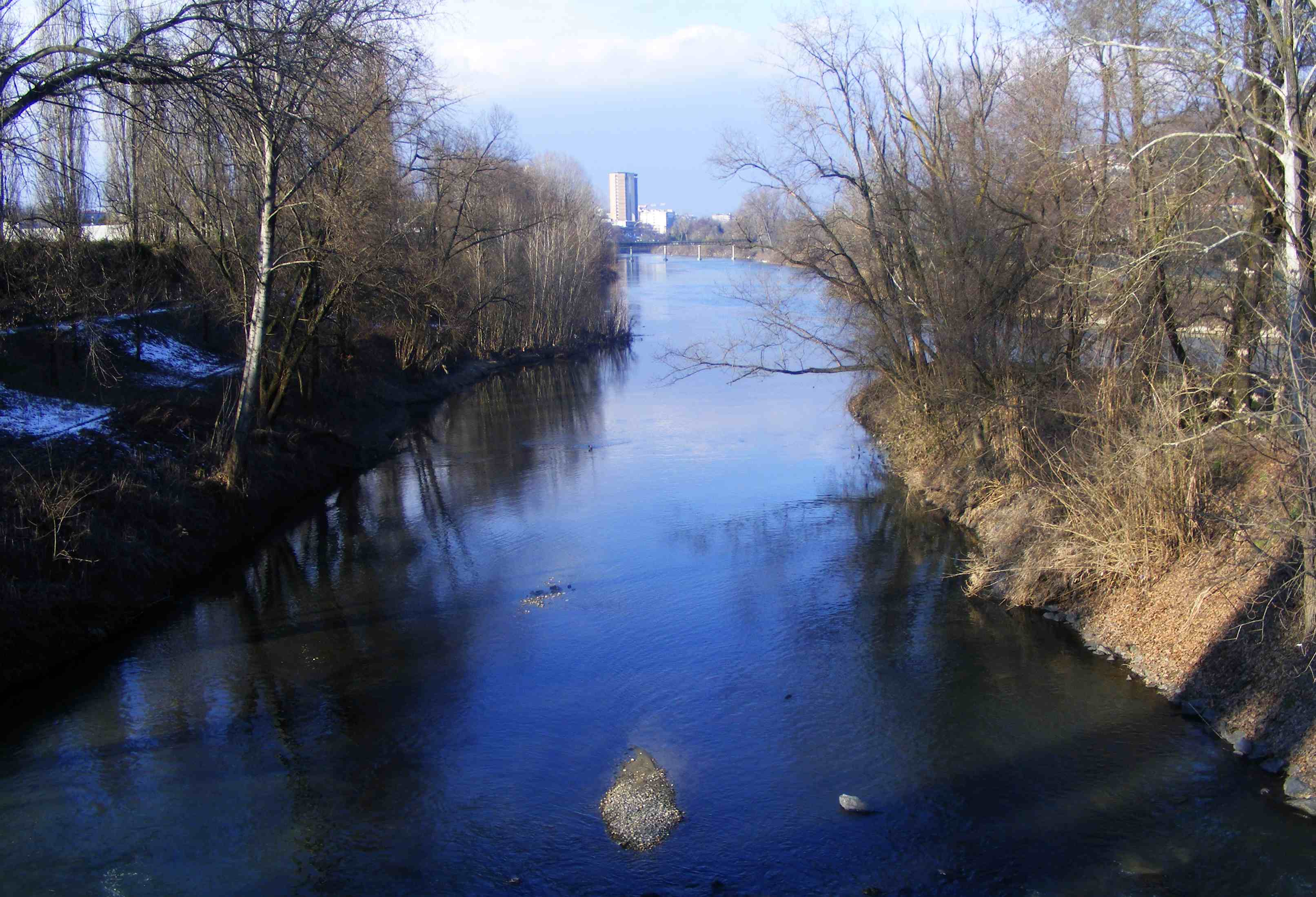
La confluence dans le Pô à Turin.

- Coazze, Giaveno, Trana, Sangano, Bruino, Rivalta, Orbassano, Beinasco, Turin, Nichelino, Moncalieri

## Histoire
Au début du XXe siècle, de modestes établissements balnéaires surgirent dans la zone de Mirafiori : de la fin de la Seconde Guerre mondiale jusqu’aux années 1960, avant l'urbanisation intense, les plages du Sangone à Mirafiori étaient le lieu fréquenté par les Turinois les plus modestes qui ne pouvaient prendre de vacances à la mer (chanson Sangon Blues de Gipo Farassino et le livre Tradimento, 1931 de Cesare Pavese).
La pollution des eaux par les décharges civiles et industrielles l'ont fortement dégradé, au point que la baignade fut interdite ainsi que la pêche sur tout le tronçon en plaine.
Depuis la fin des années 1990, les agences locales en collaboration avec l'Agenzie Regionali per la Protezione Ambientale(|ARPA) Piémont, ont lancé une série de projets d’assainissement. Le Parc Fluviale du Sangone a été constitué, comprenant les communes de Bruino, Orbassano, Rivalta, Beinasco, Nichelino et Turin ainsi qu'un projet pour deux parcs: parc Colonnetti (Turin) et Piemonte (Nichelino).

## Lieux intéressants
Sur les rives du Sangone, le mausolée de la Bela Rosin, construit en 1888 pour la tombe de Rosa Vercellana, épouse morganatique du roi d’Italie Victor-Emmanuel II de Savoie.
À 2 km à l’ouest, vers Beinasco, s’élève le Castello del Drosso médiéval.

## Débit moyen
Source : AA.VV., Piano di tutela della acque - Allegato tecnico II.h/1 Bilancio delle disponibilita' idriche naturali e

## Sources
- (it) Cet article est partiellement ou en totalité issu de l’article de Wikipédia en italien intitulé « Sangone » (voir la liste des auteurs).